# Casa consistorial de Valencia
La Casa Consistorial de la ciudad de Valencia, sede del Consejo Municipal, integra, en una manzana de planta ligeramente trapezoidal, dos construcciones de época y estilo bien diferenciados: la Casa de Enseñanza, edificada por iniciativa del arzobispo don Andrés Mayoral, entre 1758 y 1763, y el cuerpo de edificio que constituye la fachada principal, realizada entre la segunda y tercera décadas del siglo XX. Se encuentra en la plaza del Ayuntamiento.

## Diseño
La Casa de Enseñanza fue concebida como colegio, el patio interioriza y articula las dependencias propias de un centro de este tipo: aulas en las dos primeras plantas y dormitorios en la tercera, además de otros servicios complementarios, distribuidas entre ellas, y una pieza tan destacada como la capilla, a la que se reserva prácticamente la crujía Sur.
Desentendiéndose conscientemente del lenguaje neoclásico de la Casa de Enseñanza, en 1904 el arquitecto municipal Carlos Carbonell Pañella presentó un proyecto de cuerpo de edificio anejo, subordinado a una doble finalidad: dotar al Ayuntamiento del espacio necesario para ubicar piezas tan destacadas como la alcaldía, salas de juntas, salón de recepciones, etc., y significar externamente mediante un trazado monumentaloide y arqueologista, algo de lo que carecía la Casa de la Enseñanza (ocupada por el Ayuntamiento desde 1860), la referencia a la sede de la municipalidad como palacio cívico y centro arquitectónico del nuevo centro urbano propiciado por el propio emplazamiento de este organismo.

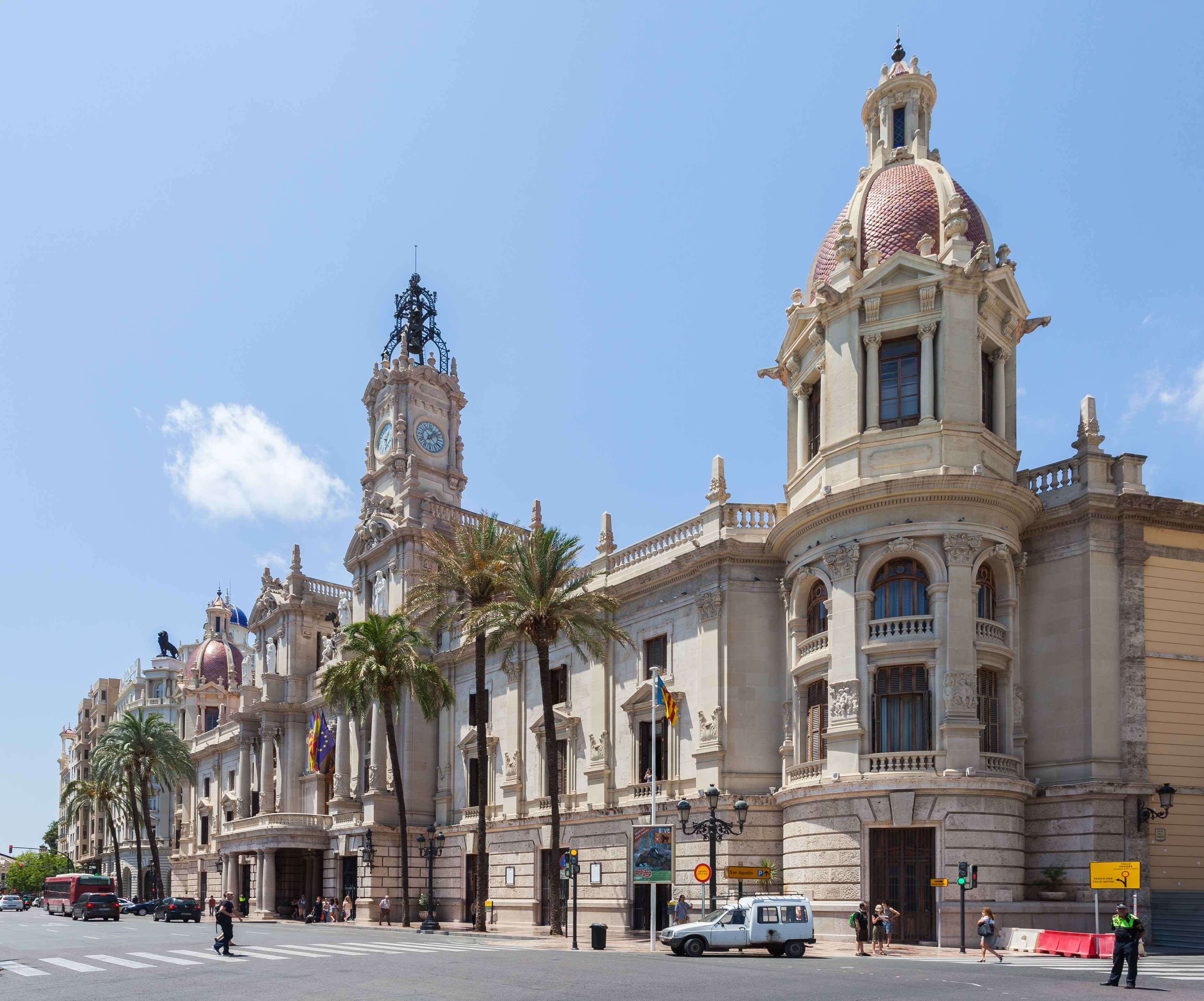
Vista lateral del edificio

A este fin, el citado arquitecto recurrió a un repertorio de formas ornamentales renacentistas y barrocas y a la ostentación de símbolos enaltecedores como las Virtudes Cardinales y otras alegorías, anteponiendo lo suntuario a lo funcional. Por lo demás, el trazado discontinuo, efectista, del cuerpo del edificio, se zonifica entre dos grandes bloques que avanzan sobre la fachada, centrando una elevada torre con reloj y carrillón de campanas, y dos torres menores en los ángulos.
Converge toda ella en el grupo de bronce del escudo municipal sustentado por dos desnudos femeninos de mármol que simbolizan las Artes y las Letras, obra toda de Mariano Benlliure, autor, asimismo, de las bellas enjutas del hueco central, dos mediorrelieves de mármol que simbolizan la Administración y la Justicia. Las estatuas de mármol que, integradas en los dos bloques salientes parecen dar guardia al anterior conjunto simbólico-heráldico, son obra de Carmelo Vicent (la Justicia y la Prudencia) y Vicente Beltrán (la Fortaleza y la Templanza). Elemento de enlace entre esos dos cuerpos salientes y el resto de fachada son las balaustradas con obeliscos que coronan el conjunto, inaugurado oficialmente en 1930.

## El interior de la Casa
Paralelamente, y con igual morosidad, se fueron realizando costosas obras interiores, en general afectadas de suntuosidad y escasamente funcionales: el vestíbulo y escalinata de mármol, cuyo proyecto es de 1924; el salón de fiestas, decorado con pinturas de Tuset y doce relieves de desnudos de mármol, realizados por Carmelo Vicent, Vicente Beltrán, Enrique Giner y Vicente Coret, inaugurado en 1929; el consistorio, etc.

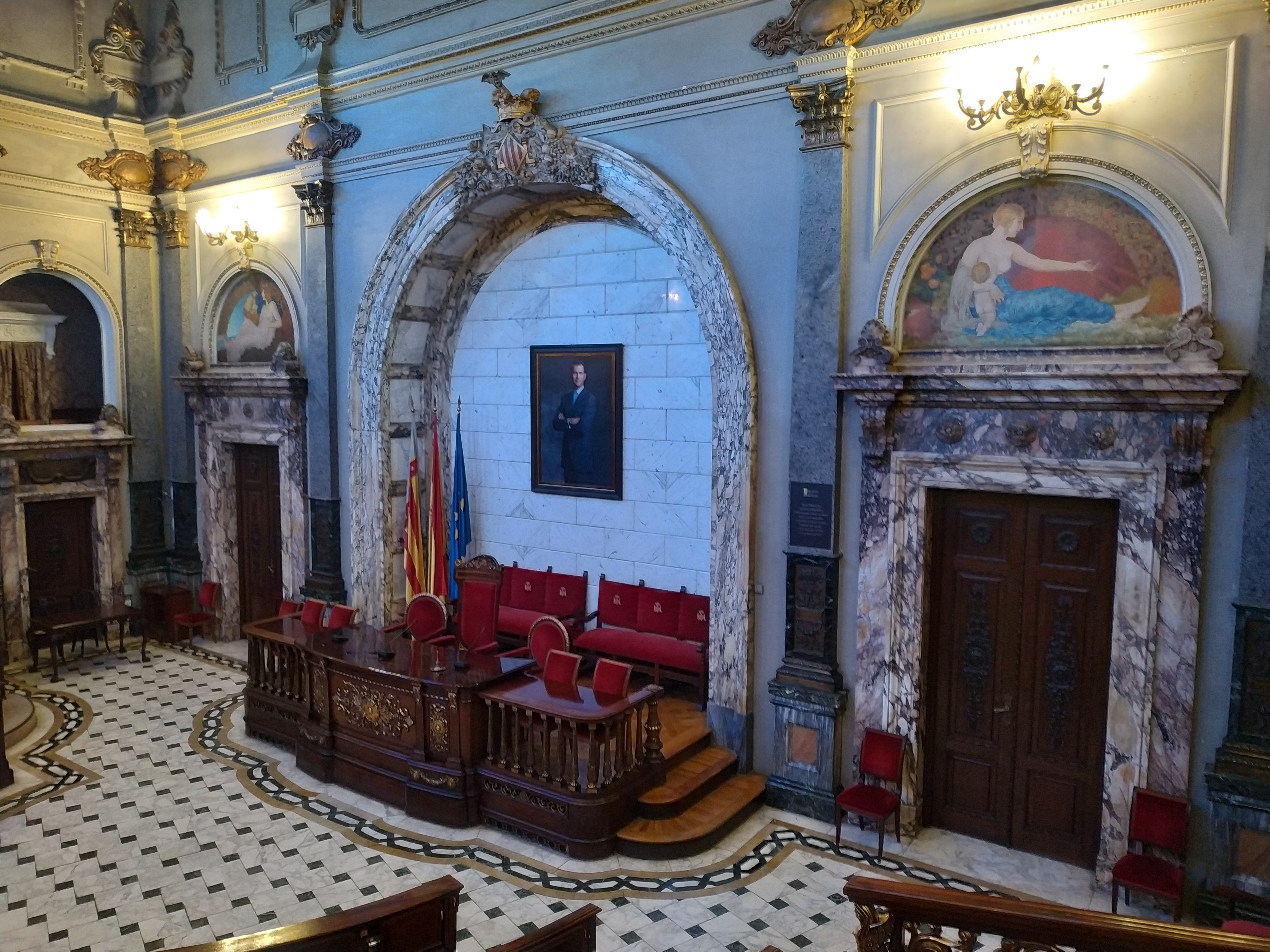
Hemiciclo del Ayuntamiento de Valencia

En el interior apenas se conservan vestigios arquitectónicos de ambas instituciones, colegio y cofradía. El espacio de la antigua capilla de ésta lo ocupa actualmente el llamado patio acristalado, donde se concentran diversas oficinas municipales. Respecto a la capilla de la Casa de Enseñanza, dedicada a Santa Rosa de Lima, una importante reforma concluida en 1935 enmascara plenamente su fina ornamentación rococó y desvirtúa su primitivo planteamiento espacial, pues, suprimidos los altares, fue interpuesta una nueva planta al nivel y como prolongación del coro, planta que separa el recinto ocupado por el archivo y museo histórico desde entonces, de las salas de exposiciones de la planta baja.

## Patrimonio histórico
La riqueza de los fondos documentales e histórico-artísticos custodiados en el Archivo y Museo Histórico Municipal otorga un interés extraordinario a la Casa Consistorial, razón por la que fue declarada monumento histórico-artístico de carácter nacional.
El Museo Histórico de la Ciudad custodia, entre otros objetos, el códice de los Fueros y el Libro del Consulado del Mar, la Bandera de la Comunidad Valenciana y el Pendón de la Conquista, el plano del P. Tosca, banderas gremiales, un fragmento de artesonado de la antigua Casa de la Ciudad, diversas piezas de orfebrería procedentes de la capilla de los Jurados o de la capilla de Santa Rosa, etc. 
Declarado BIC por Decreto 474/1962 de 1.03.62 (BOE 9-03-62).